# Rüdesheim (Rhein)
Rüdesheim (Rhein) (niem: Bahnhof Rüdesheim (Rhein)) – stacja kolejowa w Rüdesheim am Rhein, w regionie Hesja, w Niemczech. Znajduje się na linii Rechte Rheinstrecke, na zachodnim krańcu miejscowości, tuż nad Renem, od którego oddziela ją droga B42. Posiada dwukondygnacyjny budynek z elementami klasycyzmu. Jest to obecnie jeden z zabytków na Liście Światowego Dziedzictwa UNESCO "Dolina środkowego Renu".
Według klasyfikacji Deutsche Bahn posiada kategorię 5.

## Historia
Budynek dworca został zaprojektowany według architekta Heinricha Velde z Diez i zbudowany w latach 1854-1856. Stacja została otwarta 11 sierpnia 1856 przez przedsiębiorstwo Nassauische Rheinbahn na odcinku z Wiesbaden-Biebrich do Rüdesheim. Przedłużenie linii do Oberlahnstein zostało oddane do użytku 22 lutego 1862. 
Budynek dworca jest typowym dla budynków dworcowych z tego okresu z poczekalnią i funkcjami pasażerskimi na parterze, oraz mieszkaniami kierownika stacji na piętrze. Otynkowana fasada z prostymi oknami jest typowym przykładem pruskich budynków administracyjnych.
W 2002 roku, bardzo zniszczony kompleks dworcowy został przejęty przez braci Heil z Rüdesheim i całkowicie wyremontowany i odnowiony.

## Połączenia
Rüdesheim jest obsługiwane przez pociągi Stadt-Express linii 10 (RheingauLinie) prowadzoną przez Rhein-Main-Verkehrsverbund co godzinę, oraz co półgodziny w szczycie ruchu.

## Linie kolejowe
- Rechte Rheinstrecke